# L'Arbalète (maison d'édition)
Pour les articles homonymes, voir Arbalète (homonymie).

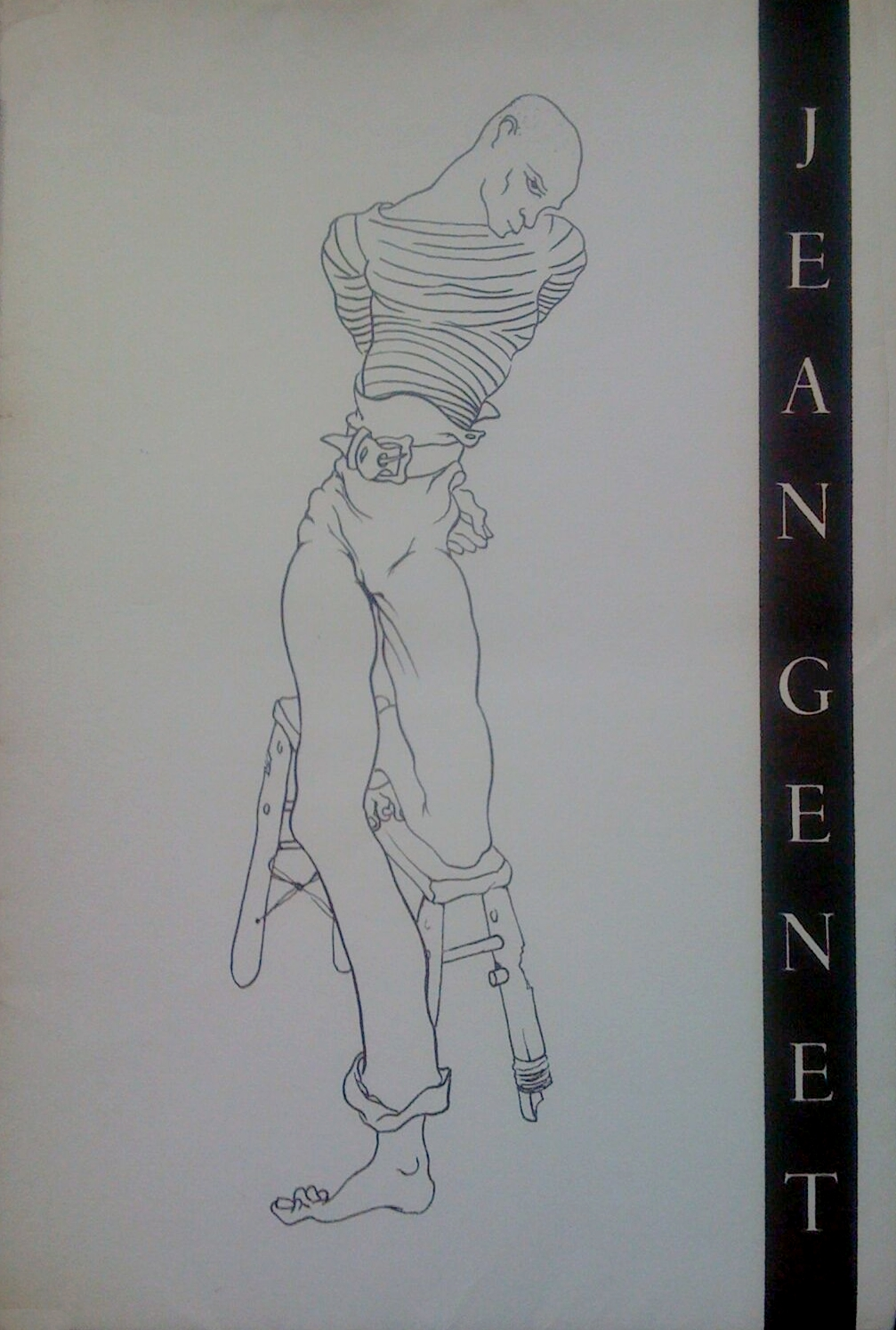
Chants secrets, livre de Jean Genet publié en 1945 par L'Arbalète, couverture avec une lithographie d'Émile Picq.

L’Arbalète est une revue littéraire puis une maison d'édition.

## Histoire
À l’origine  revue littéraire, L’Arbalète est fondée en 1940 à Décines, près de Lyon, par Marc Barbezat (1913–1999). La couverture est dessinée par le peintre Jean Martin. Dans ses treize numéros sont notamment publiés Antonin Artaud, Henri Michaux et Louis-René des Forêts.
En 1941, la revue devient une maison d'édition. Elle doit son renom à Jean Genet, que Marc et Olga Barbezat découvrent en 1943, et dont ils publient la majorité des ouvrages, mais aussi à Roland Dubillard, Olivier Larronde et Jean-Paul Sartre.
Rachetée en 1997 par les éditions Gallimard, L'Arbalète est devenue une collection centrée sur la fiction contemporaine, publiant particulièrement de jeunes auteurs.
À la suite du décès de Marc Barbezat en 1999, André Velter dirige la collection de 1999 à 2006, période durant laquelle il publie une trentaine de titres dont des œuvres de Jean-Pierre Verheggen, Jacques Rebotier, Jacques Darras. Il a ainsi découvert en particulier l’œuvre de Mohamed Kacimi. Elle a été dirigée de 2006 à 2022 par Thomas Simonnet, et l'est actuellement par Charlotte von Essen.
La revue est devenue une marque déposée des éditions Gallimard.